# عبد الله الزيد (لاعب كرة قدم)
اللاعب عبد الله بندر الزيد من مواليد 8 يناير 2004 هو لاعب وسط سعودي يلعب لنادي الهلال السعودي وانتقل هذا العام لنادي نيوم بنظام الإعارة 